# 暹羅齒龍屬
暹羅齒龍屬（學名：Siamodon）是鳥腳亚目禽龍類恐龍的一屬，生存於白堊紀早期的東南亞。暹羅齒龍等原始鴨嘴龍超科恐龍的發現，支持鴨嘴龍超科起源於亞洲，並擴散到其他大陸的理論。

## 發現與命名
暹羅齒龍的正模標本（編號PRC-4）是一個保存狀態良好的左上頜骨與附屬牙齒。除此之外，該挖掘地點還發現一顆長三公分、個別的上頜牙齒化石（編號PRC-5），以及一個15公分長的腦殼（編號PRC-6）。這些化石是在2007到2010年發現於泰國東北部的呵叻府，屬於Khok Kruat組地層，地質年代約1億2500萬到1億1200萬年前，相當於白堊紀早期的阿普第階。
在2011年，法國古動物學家埃瑞克·比弗托（Eric Buffetaut）與泰國學者瓦拉福德·蘇提宋恩（Varavudh Suteethorn）將這些化石進行敘述、命名，模式種是尼穆甘暹羅齒龍（S. nimngami）。屬名意為「暹羅的牙齒」，以泰國的古國名暹羅為名，odous在古希臘文意為牙齒；只有發現牙齒、或是化石主要由牙齒構成的恐龍，學名常使用~odous字根。種名則是以捐出化石的地主Witaya Nimngam為名。

## 體徵
暹羅齒龍是種獨特的恐龍，同時具有祖徵性、衍徵性特徵。上頜骨形狀類似等腰三角形，上頜骨中段有個背突，上頜骨中線有個垂直方向的凸塊，至少15顆牙齒，牙齒有一個明顯的中線稜脊，牙齒有一個不明顯的次要稜脊、或是沒有次要稜脊，牙齒齒冠有乳頭狀的邊緣小齒。上頜骨的長度為23公分，高度為10公分。牙齒高度約2.5到2.8公分，寬度約1.4到1.7公分。
與原始禽龍類（例如禽龍與相近物種）恐龍相比，暹羅齒龍的主要差異在於牙齒形態，其牙齒狹窄、具有明顯的中線稜脊、有些牙齒帶有一個不明顯次要稜脊，而非末端消失的主要稜脊與數個次要稜脊；此外，暹羅齒龍的上頜骨最高處位於較後方的位置。與鴨嘴龍科相比，暹羅齒龍的上頜骨兩側關節處的形狀不一樣，形成護耳狀的顴突；鴨嘴龍科的上頜骨顴突向前突出，覆蓋大面積的骨縫。

## 分類
研究人員命名暹羅齒龍時，根據上頜骨的特徵，將牠們歸類於禽龍類演化支，比禽龍還衍化，而比鴨嘴龍科還原始，是種原始鴨嘴龍超科恐龍。暹羅齒龍可能是原巴克龍的近親，原巴克龍生存於白堊紀早期的中國，兩者的差異處在於牙齒位置。暹羅齒龍等原始鴨嘴龍超科恐龍的發現，支持鴨嘴龍超科起源於亞洲，並擴散到其他大陸的理論。